# Gmina Kalinovac
Gmina Kalinovac (chorw. Općina Kalinovac) – gmina w Chorwacji, w żupanii kopriwnicko-kriżewczyńskiej. W 2011 roku liczyła  1597 mieszkańców.